# Apanthura xenocheir
Apanthura xenocheir is een pissebed uit de familie Anthuridae. De wetenschappelijke naam van de soort is voor het eerst geldig gepubliceerd in 1910 door Thomas Roscoe Rede Stebbing. De soort werd verzameld tijdens de Percy Sladen Trust Expeditie van 1905 in de Egmont Islands, een deel van de Chagosarchipel.